# Poble Nació Charrúa
El Poble Nació Charrúa és el nom adoptat pels charrúes de la província d'Entre Rios a l'Argentina. Tot i que no hi ha charrúas purs ni a l'Argentina ni a l'Uruguai, els descendents dels charrúes entrerrians, que tenen una part de sang charrúa, s'han organitzat per recordar la memòria del genocidi, i per fer tota mena d'activitats de reconeixement, difusió i renaixement dels charrúes. Un delegat charrúa va assistir fins i tot a la presa de possessió del segon mandat del president Evo Morales, l'únic indígena president d'Amèrica, el 2014.
La bandera dels charrúes argentins és negra, en record del genocidi; té al centre un disc dividit en quatre parts de diferents colors (vermell, groc, blau i verd) dins de cadascun hi ha un símbol blanc. Sobre el disc en lletres blanques i majúscules "Pueblo Nación Charrua".